# The Dils
The Dils est un groupe de punk rock américain, originaire de Carlsbad, en Californie. Il est formé en 1977 par les frères Kinman, et séparé en 1980.

## Biographie
The Dils est formé en 1977 par les frères Chip et Tony Kinman. Le chanteur Tony Kinman arborait d'ailleurs un marteau et une faucille sur ses t-shirts, ce qui faisait scandale même jusque dans la scène punk rock californienne. The Dils est l'un des premiers groupes de punk rock de la côte ouest américaine. Ce groupe affichait clairement ses idées communistes à travers les titres de ses chansons comme I Hate the Rich ou encore Class War. 
The Dils considéraient le punk rock comme un nouveau mouvement révolutionnaire pouvant déboucher sur une alternative sociale et culturelle. Ils étaient les premiers de la scène punk américaine exiger le contrôle complet de l'organisation de leurs concerts et du prix d'entrée qui devait toujours rester accessible au plus grand nombre. En 1979, les Dils sont un des premiers groupes underground à effectuer une tournée nationale, en jouant à Vancouver, Montréal, au Canada, et Chicago, Détroit et New York, aux États-Unis.
Après la séparation des Dils en 1980, les frères Kinman formeront un nouveau groupe appelé Rank and File.

## Discographie

### Singles
- 1977 : I Hate the Rich/You're Not Blank
- 1977 : 198 Seconds of the Dils: Class War / Mr. Big
- 1980 : Made In Canada: Sound of the Rain / It's Not Worth It / Red Rockers

### Compilations
- 1982 : Rat Music For Rat People
- 1987 : The Dils Live 1977-1980
- 1990 : Dils Dils Dils
- 1990 : The Last Goodbye (album live enregistré en 1980)
- 2000 : Class War